# Parc national Retezat
Le parc national des monts Retezat (en roumain : Parcul Național al munților Retezat, administrativement parc national Retezat, en roumain : Parcul Național Retezat), est situé dans le massif montagneux homonyme, au centre-ouest du pays, dans le județ de Hunedoara. En 1979 l'UNESCO a inscrit le parc dans le réseau international des réserves de biosphère,.
Avec une surface de 381 km2, il est le plus vaste parc naturel de Roumanie après la réserve de biosphère du delta du Danube. Plus de 60 sommets de plus de 2 300 mètres d'altitude, dont le plus haut sommet du massif, Peleaga (2 509 mètres) et plus de 80 lacs glaciaires s'y trouvent : le massif de Retezat est parmi les plus beaux massifs des Carpates. Il abrite l'une des dernières forêts primaires d'Europe, celle de Gemenele (« Les Jumeaux » en roumain), réserve scientifique et aire strictement protégée du parc.
Le parc national des monts Retezat a été créé en 1935 à l'initiative du professeur Alexandru Borza, fondateur entre autres du jardin botanique de Cluj : il s'agit du premier et plus ancien parc national de la Roumanie.

## Faune et flore
La flore comprend approximativement 1 190 espèces végétales, dont 130 ont le statut « en danger » ou « vulnérable ». La faune comprend entre autres le loup (200), l'ours brun (40), le sanglier, le lynx boréal (une vingtaine), le chat forestier, le blaireau, la loutre, le chamois, la marmotte, le chevreuil et le cerf élaphe. Parmi les oiseaux les plus remarquables, on peut citer l'aigle royal, le grand tétras ou coq de bruyère.
La réserve scientifique de Gemenele (« Les jumeaux » en roumain) est une zone strictement protégée du parc entourant une forêt ancienne intacte.

## Galerie

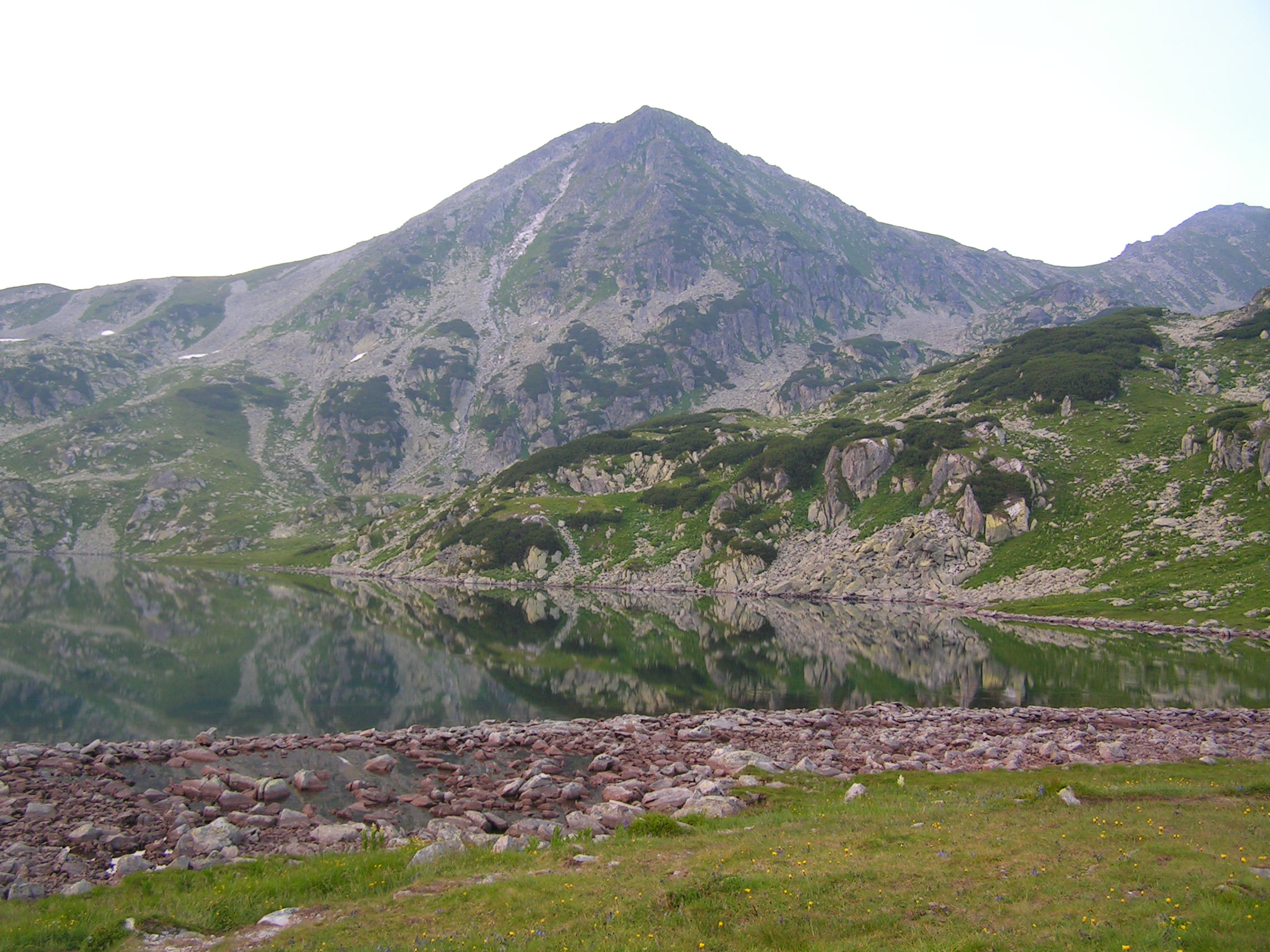
Le pic Retezat qui a donné son nom au massif et au Parc national.
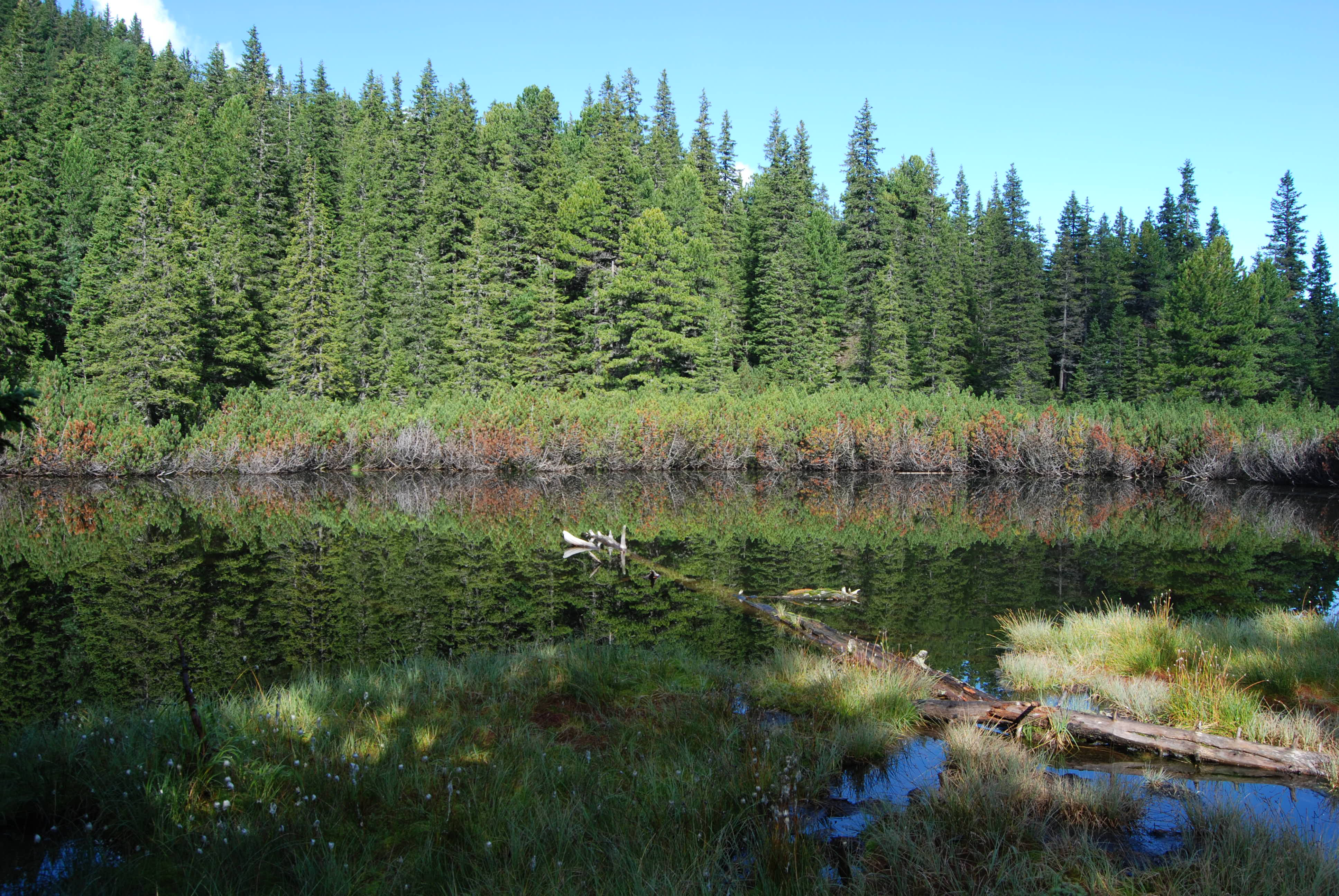
Taul dintre brazi : « La prairie inondable entre les sapins »
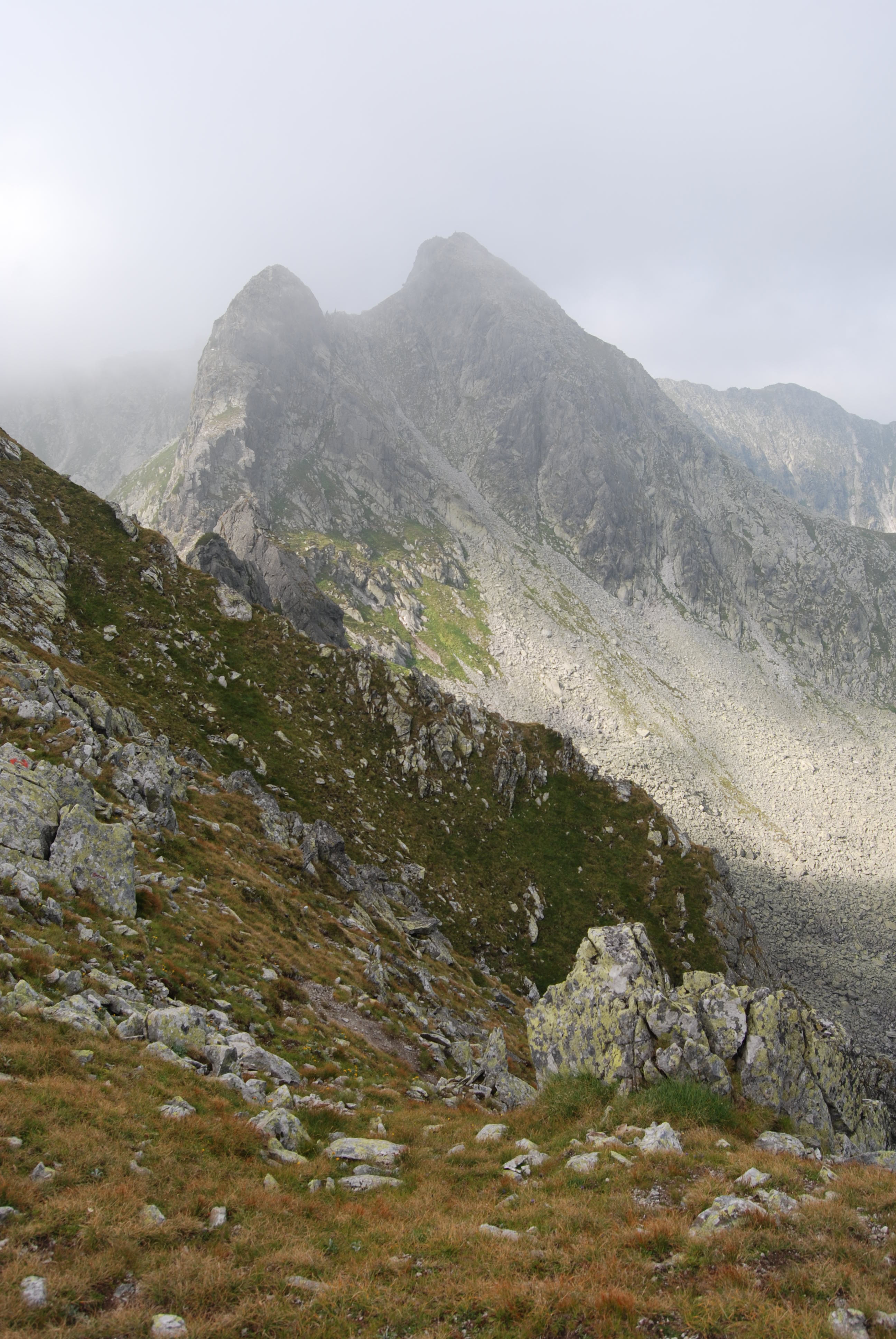
Le pic du Jude ( « préfet » d'un ancien județ)
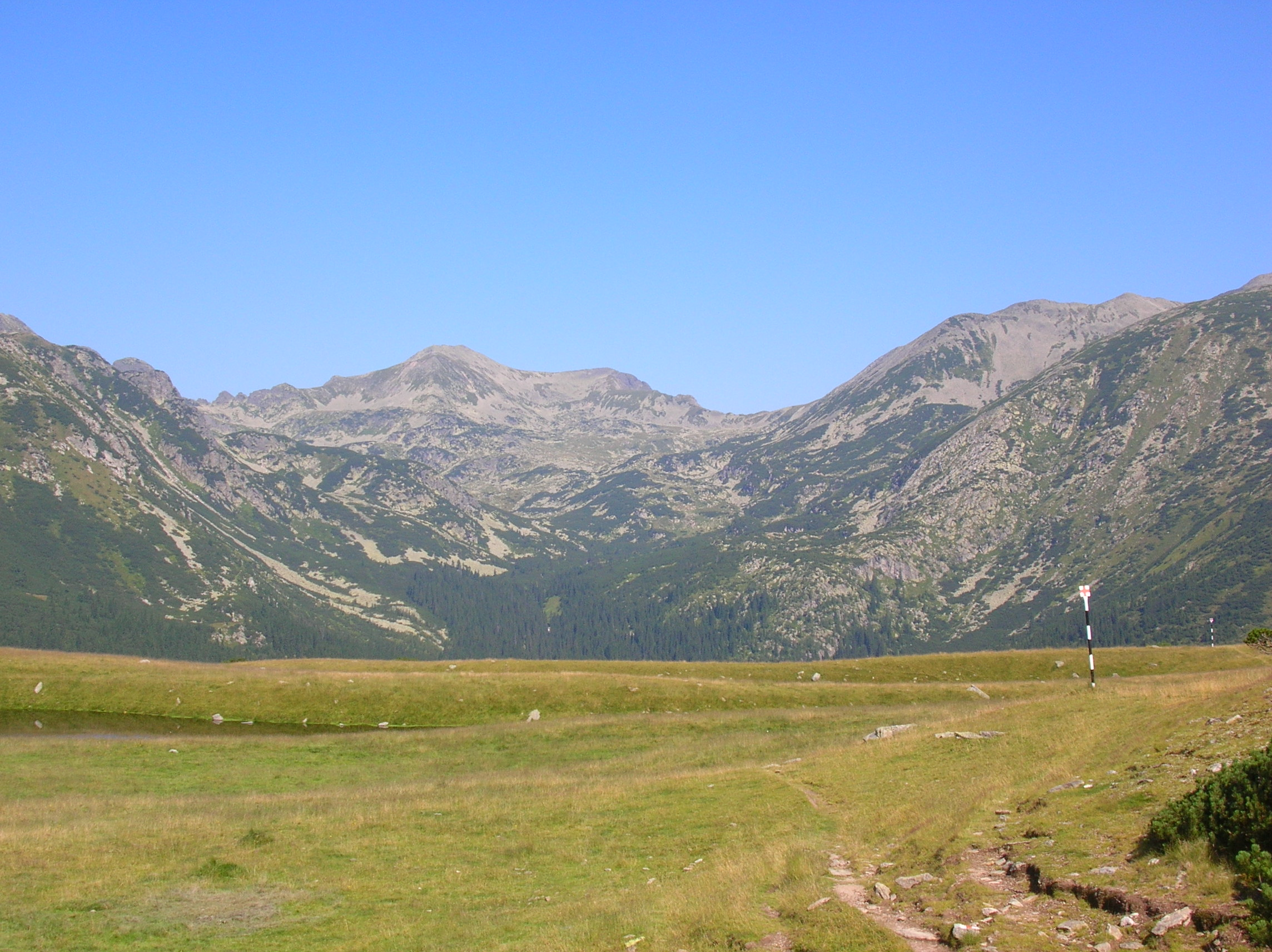
Le pic Bucura
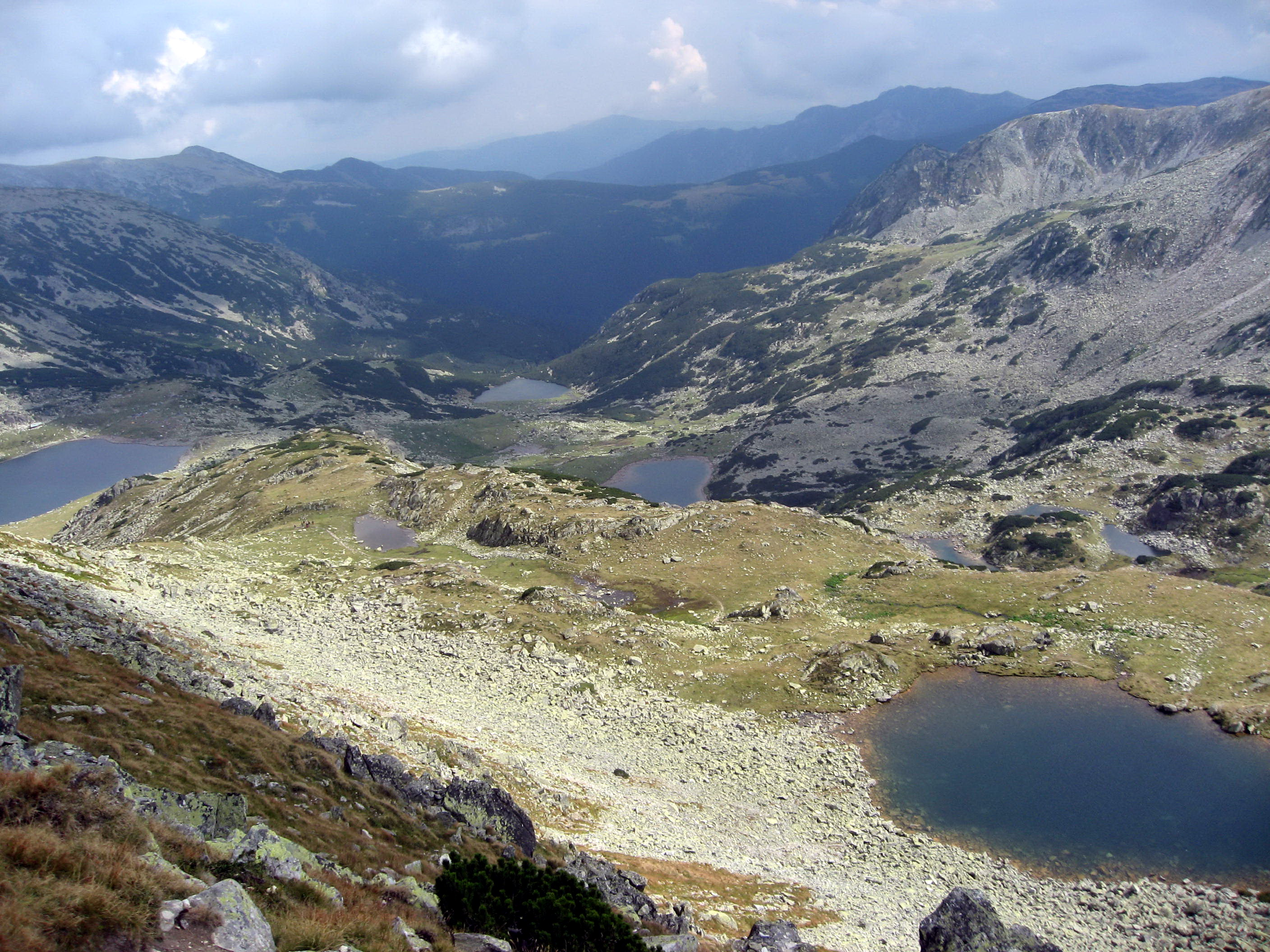
Un lac glaciaire
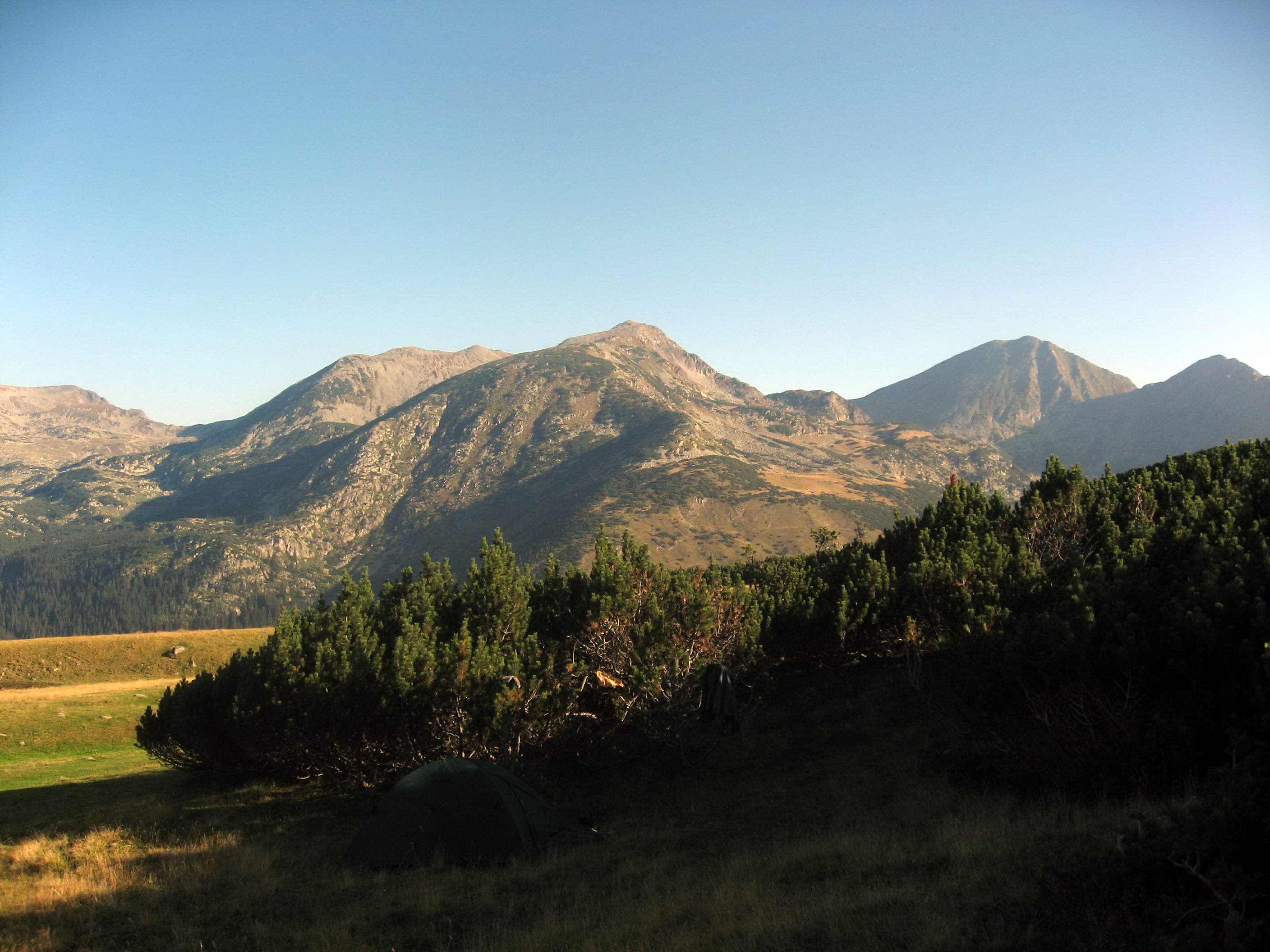
Vue du massif